# قصة حياتك (قصة قصيرة)
قصة حياتك هو قصة خيال علمي قصيرة  كتبت من قبل تيد تشيانغ. فازت القصة بجائزة سديم لأفضل رواية خيال علمي ومن أهم المواضيع التي استكشافتها هذه القصة هي الحتمية، اللغة, فرضية سابير–Whorf .  تم بناء الفيلم وصول علي هذه القصة.